# トイポップ
トイポップ（TOYPOP）は、1986年4月に発表されたナムコのアーケードゲーム。同社では『スカイキッド』に次ぐ2人同時プレイ可能ゲーム。

## ストーリー
悪い魔女と魔法使いが、おもちゃの国のよい心を持つ兵隊たちを次々と悪の心に変え、おもちゃの国を支配してしまった。難を逃れた人形の男の子ピノは、おもちゃの国を救うべく、友達の女の子アチャと共に魔女の待つ城へと向かう。

## 内容
1Pはピノ、2Pはアチャを4方向レバーとボタン1つで操作する。レバーで移動、ボタンで武器を放つ。ステージのことを本作ではBOXと呼ぶ。どこかに隠された4つのハートを時間内に取ると扉が開き、扉に入るとBOXクリアとなる。
各BOXには制限時間があり、左下に表示されている。スタート時には90から始まりカウントダウンしていく。制限時間が無くなるか、敵を全滅させてかつ扉が完全に開いた状態になると、画面がフラッシュすると共にBGMが変わり、扉の遠い端の方からフィールド内にブロックが埋まり動ける幅がどんどん狭くなっていき、最終的には全てブロックで埋まってしまう（通称ご先祖ブロックと呼ばれる、一種の永久パターン防止キャラ）。ブロックに挟まれると服の有無に関係なくミスとなる。ご先祖ブロック発動後にミスした場合は、次のBOXへ進む。制限時間は1人プレイの場合、ミスしたら再開時に制限時間は90に巻き戻されて改めてカウントダウンするが、2人同時プレイの場合はミスしても制限時間の巻き戻しはなく、カウントダウンはそのまま続く。最終BOXのみ制限時間が0になっても、ご先祖ブロックは発動しない。
フィールド内の敵を全て倒してからBOXクリアすると、ボーナス点が加算される。全44BOXをクリアするとエンディングとなる。
フィールド内に存在する敵はそれぞれ通用する武器が異なるため、通用する武器を的確に選択して攻撃する必要がある。
8BOX毎にボーナスステージ。3つの木から落ちてくるリンゴを取ると得点が入る。ボーナスステージのみ、レバーでの移動は左右2方向となり、ボタンでジャンプする。
最終BOXは魔女との一騎討ち。一定の位置に隠された8つのハートを取ると魔女を倒すことができる。
敵の攻撃を1回受けると服が脱げ、その状態でさらに攻撃でミスとなる。全てのプレイヤーが倒れるとゲーム終了。

## キャラクター

### プレイヤー
ピノ
1Pキャラクター。男の子。由来はピノキオ。武器の射程及び移動速度はピノの方が高い。
ファミスタシリーズのナムコスターズの俊足の一番打者としても知名度が高い。
アチャ
2Pキャラクター。ピノと友達の人間の女の子。由来は赤ずきん。
武器の射程及び移動速度はピノより低いが、武器の投げる速度はアチャの方が速いため、連射性能はアチャの方が高い。
NG内において、コペンハーゲン生まれのアルプス育ちという公式設定が存在する事が明らかになった。

### 敵キャラ
兵士(HEITAI)
BOX1から登場。電撃以外の全ての攻撃で倒せる。
車（CAR、クルマン）
BOX1から登場。タイヤに弱い。
戦車(TANK)
BOX2から登場。弾を発射してくる。爆弾に弱い。動きは遅いが、真後ろに方向転換できる。撃ってくる弾は爆発したら小さな爆風を起こす。
風船(DOMDOM)
BOX3から登場する。全キャラクターで唯一、壁を通り越せて画面の反対側にも移動してくる。画鋲に弱い。ご先祖ブロックに巻き込まれない。
トランプ（TRUMP、トランプマン）
BOX4から登場。槍を最大で3連射し、プレイヤーと座標が合うと高速で突進してくる。炎に弱い。
ロボット(ROBOT)
BOX9から登場。ときどき移動停止して弾を撃ってくる。電撃に弱い。
サル(OSARU)
BOX10から登場する。シンバルを叩きながら弾を撃ってくる。いきなりバックするなど、動きはトリッキー。超音波に弱い。
魔法使い(MAHOU)
ボーナスBOXの直前のステージに登場する強敵で、本作の中ボス的存在。プレイヤーをどこまでもつけ回し、攻撃してくる。また、通常の武器は全く効かない。スペシャル武器の竜巻による体当たりか、スペシャル武器の星を10発当てることで倒すことができる。倒した時に「ヤラレタ」という文字が出る。ご先祖ブロックに巻き込まれない。
魔女(MAJYO)
BOX44に登場。本作の最終ボス。非常に速い弾で攻撃してくる。フィールドの固定位置に隠されたハートを8つ集めると倒すことができる（ハートは隠された場所に弾を当てると出現。弾の種類は問わない）。ピノ（1P側）を常に追いかけるという習性があるので、2人同時プレイの場合は簡単にクリア可能。倒すと魔法使い同様、「ヤラレタ」が出る。彼女を倒すことができれば、エンディングを迎えられる。

## 各BOXのフィールド内に配置されているもの
各BOXのブロックや箱の配置、トラップ、武器の数や敵の出現数と順序は決まっているが、武器・アイテムやお菓子等の配置場所はランダムである。
ブロック
撃っても壊れない、各BOXの壁・障害物の役割を果たす。
箱（ボックス）
アイテムやお菓子などが入っている（カラの箱もある）。箱を一発撃つと中身が見えて、見えている状態でもう一発撃つと中身が取れるようになる。トラップだった場合は一発撃ち込むと発動したりトラップを無効化できる。敵の弾でも箱は開いてしまう。
ビン
ハートが隠されている（カラのビンもある）。1発撃ち込むと中身が見えて、もう一発撃ち込むと取れるようになる。
扉
ハートを4つ見つけると扉が開き、主人公が入るとBOXクリアとなる（2人プレイの場合は、2人とも入ってクリア）。扉は障害物にならないので、弾を撃っても素通りする。
敵出現口（ジェネレーター）
赤と黒の模様が入ったブロックで、各BOXに4ヵ所ある。模様が回転するとそこから敵が出現する。敵が出現し終わると普通のブロックになる。
ニセブロック
見た目は普通のブロックだが、1発弾を撃つとカラの箱になる。これを発見しないとハートが取れないBOXがある。
ワープゾーン
BOX6と7にしか存在しない。画面右端にあり、入ると画面左端にワープする。使わなくてもクリアは可能。なおワープした瞬間にレバーを壁のある方向に入れておくとミスとなってしまうので注意。
ダイヤの泉
普通の箱だが、弾を撃ち込むとダイヤが上から時計回りに次々出現する。全部で16個出現し、出終わると消える。

## アイテム・トラップ
箱やビンにはさまざまなアイテムやトラップが隠されている。

### アイテム
出現場所はランダム（ダイヤを除く）。
お菓子
キャンディ・ショートケーキ・ドーナツ・バームクーヘンの4種類。得点が増える。
ダイヤ
ダイヤの泉を撃って開けると出てくるボーナスアイテム。取ると得点が増える。
服
特定のBOXに用意されていて、服が脱げた状態でのみ取れる。ピノ（1P側）は青い服、アチャ（2P側）は赤い服を取ると服を着た状態に戻り、1回攻撃を受けてもミスとならない。
ハート
ビンの中に隠されており、各BOXで4つ散らばっている。扉の鍵のような役割を持っており、取ると扉に向かって飛んでいき、全て取るとドアが完全に開いて脱出することが可能となる。最終BOXでは魔女を倒す唯一の武器である。
武器
各BOXのどこかに埋められている。次項参照。
以下の6つは、前BOXクリア時のスコアによって出現するかどうかが決まる。なお、スペシャルフラッグ以外の以下のアイテムは、出現後に一定時間放置しておくと消えるので注意。
フォーク
画面内に出現している全ての敵がバームクーヘンに変化する。有効な武器を持っていない場合に効果大。スコア的にも全てのBOXにおいて最も有利。なお、バームクーヘンは一定時間放置しておくと消える(ただし、変化前の敵が再登場する訳ではない)。
砂時計
一定時間（500フレーム。8.33秒）敵の動きが止まる。ご先祖ブロックも止めることができる。ただし砂時計を取る前に撃たれた敵の弾は止まらない。
ランプ
武器の隠れている箱が全て開く。
ジェット・ブーツ
一定時間（1000フレーム。16.67秒）プレイヤーの移動速度が速くなる。
フラワー
一定時間（2000フレーム。33.33秒）プレイヤーが透明人間に変化し、敵、爆風、ダイヤモンドとの当たり判定がなくなる。判定が欲しいとき（7を集めて竜巻状態になったときやダイヤを取りたいとき）など敵やダイヤを素通りしてしまうので常に有利になるわけではない。
スペシャルフラッグ
取るとプレイヤーが1人増える。点数が15000の倍数（初期設定、店の設定で変えることが可能。2人プレイ時は2人の合計点で計算）を超えた次のBOX（次のBOXがボーナスBOXだった場合は、その次のBOX）で出現する。

### トラップ
出現場所は固定。
パンチ
箱に撃ち込むと飛び出し、当たると一定時間プレイヤーが移動不能となる（ただし弾は撃つことは可能）。
マジックハンド
一定の間隔で箱の側面から出現。服を着ている状態で触れると服をはぎ取られてしまう。なお、マジックハンドが隠れている箱に弾を当てると出現しなくなる。
時限爆弾
箱に撃ち込むとカウントダウンが始まり、一定時間後に爆発する。爆発の範囲は中心から十字の範囲3キャラ分で、斜めには作用しない。爆発に巻き込まれると服を着ていてもミスとなる。ザコ敵も倒せるため、有効利用できる場合もある。

## 武器
このゲームでは、敵キャラはそれぞれに対応する武器でないと倒すことが出来ない。各BOXにおいて武器の種類と数は決められていて、武器の持ち替え方がゲームの行方を左右する。また、登場する敵に対応する武器が配置されていないBOXもあり、前のBOXからの武器の持ち越しや、アイテムのフォークを出現させる、敵を倒せるトラップでもある時限爆弾の利用も重要である。
BOX1はタイヤ、BOX6は画鋲を持っていればあとは武器を持ち替えることなく敵全滅が可能。それ以外のBOXは敵が3種類以上出現するか倒すための武器がそのBOXに用意されていないため、クリアボーナスを狙うなら武器の持ち替え・スペシャル武器を使用・武器の持ち越しが必須となる。
竜巻と星のスペシャル武器は、各BOXに「7」・「★」パネルのどちらかが1枚用意されており（どっちが用意されているかはランダム）、取ると画面下にストックされ、どちらかを3枚集めると取った瞬間から効力が発動する。効力時間が残っているときにBOXクリアすると、次のBOXに残り時間分の効力が持ち越される。スペシャル武器のパネルは箱を壊して取れる状態で放置しておくと、一定時間経過後消えてしまう（他の武器は消えることがない）。2人同時プレイの場合、スペシャル武器のパネルは共有となっており、3枚目を集めたキャラが効力を発揮する。
白弾
最初に装備している武器。兵士を倒すことができる。電気を除く全ての武器の下位互換である。
タイヤ
車と兵士を倒すことができる。
爆弾
戦車と兵士を倒すことができる。爆風にも当たり判定があり、広い範囲（爆発地点から周囲1キャラ分（3×3の範囲）当たり判定がある）をまとめて攻撃できる。その範囲を活かして、一度に複数の箱や瓶を開けることも可能。敵を倒すだけでなく、攻略面でも有効な武器。
画鋲
風船と兵士を倒すことができる。
炎
トランプと兵士を倒すことができる。
電撃
ロボットを倒すことができる。また、そのほかのザコ敵は倒せないものの、感電させてしばらく行動不能にすることができる（そのため、兵士を倒すことができない唯一の武器でもある）。爆弾同様、攻略面でも有効な武器。
超音波
サルと兵士を倒すことができる。
竜巻
【7】を3枚集めると使えるスペシャル武器。無敵状態となり、高速移動が可能。魔法使いを含めた全ての敵を、体当たりで倒すことができる。1000フレーム（16.67秒）経つとなくなる。
星
【★】を3枚集めると使えるスペシャル武器。通常の武器の倍の射程があり、魔法使いを含めた全ての敵を倒すことができる。弾速も速く、ザコ敵を貫通する。2000フレーム（33.33秒）でなくなる。

## 点数システム
| 兵士 | 車   | 戦車 | 風船 | トランプ | ロボット | サル | 魔法使い | 魔女    |
| 10点 | 20点 | 30点 | 50点 | 30点     | 40点     | 40点 | 5000点   | 20000点 |

※竜巻・星のスペシャル武器で敵を倒すと、点数は倍になる（魔法使いは除く）。プレイヤーキャラの体当たり・時限爆弾・ご先祖ブロックで敵を倒した場合、点数は入らない。
アイテムなど
- 武器、7、★、アイテム（ランプ・ジェットブーツ・フォーク・砂時計・フラワー）を取る…20点
- ハート…50点
- キャンディ…50点
- ショートケーキ…100点
- ドーナツ…200点
- バームクーヘン…300点
- ダイヤ…100点
- リンゴ…100点

クリアボーナス（NICE WORK BONUS）
各BOXで敵を全滅させて扉に入りクリアすると、ボーナスとして500点+残りタイム×10点が加算される。2人同時プレイ時にはそのBOXで多くの敵を倒した方に点数が入る。倒した数が同数の場合はアチャ（2P側）の方に点数が入る。体当たりや時限爆弾、ご先祖ブロックで敵を倒してクリアしてもボーナスに反映される。魔法使いが出るBOXでは、このキャラも倒さないとボーナス点は入らない。最終BOXでは魔女を倒してもクリアボーナスはない。
2人同時プレイ時のスコア
2人同時プレイの場合、1Pと2P両方のスコアを合算したものが、ハイスコア記録やアイテム出現法則等のもとになる。ハイスコアを更新していれば（初期値は1000）中央にトータルスコアが出るが、もしハイスコアを更新していない状態でのプレイ中に点数を確認する場合は、両方のスコアをプレイヤーが暗算して算出する必要がある。
その他
- 最終面の魔女を倒した時、2人同時プレイの場合、アチャ（2P側）に20000点が入る。
- アイテムやボーナスBOXのリンゴの木からリンゴの落ちる順番は、BOX開始時のスコアによって決定されている。２人同時プレイの場合は、前述のとおり両方のスコアを合算したものが適用される。アイテムの出現は、スコアの千の位と百の位の数字を足した一桁目を参照する。1の場合はランプ、2の場合はジェット・ブーツ、3の場合はフォーク、4の場合は砂時計、5の場合は花が出現する。6・7・8・9・0は出現しない（例：スコアが6950点なら、9と5を足して14、一桁目は4なので砂時計が出現する）。リンゴの木からリンゴが落ちる順番は、スコアの千の位と百の位と十の位を参照する。千の位が左の木、百の位が中の木、十の位が右の木に対応しており、数字の小さい順で落ちてくる。同じ数字の場合は左側を優先して落ちてくる。（例：スコアが18460点なら、8・4・6なので、中・右・左の順で落ちてくる）

## その他
- ディップスイッチの切り替えによってBOXの選択が可能となっている。最初から最終BOXをプレイすることも可能。
- ディップスイッチによってコンティニューの有無を選択できる。ただし、コンティニューは2人同時プレイ時のみ有効である。また、コンティニューを無効と設定した場合、ゲームオーバーとなった側のプレイヤーのボタンを10回押すことによって、まだプレイ中の側の残り人数から1人分をもらってコンティニューすることができる。
- STAFFがSTUFFに誤表記されている。
- アーケード基板は『リブルラブル』で使用されたものを流用。
- 『プロ野球ファミリースタジアム』シリーズのナムコスターズには、本作の主人公のピノが「ぴの」名義で出演しており、ゲーム中では最も足の速い選手として知られる。'88・'89開幕版・'90では、試合結果画面の「NAMCOT SPORTS NEWS」で、アチャがキャスターとして登場する。
- スーパーファミコン版『リブルラブル』では、隠し要素のミラクルモードでプレイ中に「TOYPOP」のキーワードを集めると、奇跡の絵が本作にちなんだものが表示され、フラワー完成ミュージックではトイポップのメインテーマが流れる。ゲーム中では1フレーズのみの使用だがサウンドテストではフルで聴ける。
- 小沢純子によるラグタイムを基調とした楽曲群は評価が高く、ビクターから発売された音楽CD「ナムコ グラフィティ コレクション ベスト10」によると、ネームエントリーのBGMはナムコ本社の電話保留音として使われていたと言うエピソードがある。
- プライズゲーム機のスウィートファクトリーにも、本作のメインBGMとネームエントリーのBGMがゲーム中に使われていた。
- 当初は『スペースアラモ』という『ワープマン』タイプの宇宙を舞台にしたゲーム内容で開発されていた。

## 移植版
- 1989年電波新聞社よりX1用ゲームソフトとして発売。
- 1995年11月22日発売のプレイステーション版『ナムコミュージアム Vol.1』に収録。
- 1997年4月25日発売のWindows版『ナムコヒストリー Vol.1』に収録。
- Wiiのバーチャルコンソールアーケードで2009年11月24日より配信開始。
- 2022年10月13日にアーケードアーカイブスの1作品としてPlayStation 4版とNintendo Switch版が配信開始[1][2][3]。